# Miasteczko Halloween (film 1998)
Miasteczko Halloween (org. Halloweentown, 1998) – amerykański film.  Premiera w Polsce odbyła się 30 października 2010 na kanale Disney Channel. Dzień później odbyła się premiera drugiej części filmu.

## Wersja polska
Polską wersję filmu przygotowało SDI Media Polska.
Reżyseria - Artur Tyszkiewicz
Dialogi - Aleksander Jaworowski
Wystąpili:
Marnie Cromwel – Aleksandra Kowalicka
Aggie Cromwel – Mirosława Krajewska
Dylan Cromwel - Albert Do
Quen Cromwel – Anna Sroka
Kalabar – Wojciech Paszkowski
Sophie Cromwel – Martyna Somer
Wilkołak- Andrzej Blumenfeld
Luck – Maciej Musiał